# Ye Guangqin
En una onomàstica xinesa Ye es el cognom i Guangqin el prenom.
Ye Guangqin (xinès simplificat: 叶广芩) (Pequín 1948 - ) Novel·lista, traductora i assagista xinesa. Guanyadora del Premi Lu Xun de Literatura de l'any 2000.

## Biografia
Ye Guangqi va néixer a Pequín (Xina) l'any 1948, en una família del clan Yehe Nala d'origen manxú que compta entre els seus avantpassats nombroses emperadrius i concubines reials durant la dinastia Qing, entre elles l'emperadriu Cixi.
Va estudiar a una escola de Pequín i posteriorment infermeria també a Pequín. Llicenciada en periodisme per la Universitat Renmin. El 1968 durant la Revolució Cultural va ser enviada a una zona rural de Shaanxi, on va fer d'infermera.
El 1983, va treballar com ajudanta de l'editor del "Shaanxi Workers' Journal" (陕西工人报) i, el mateix any, es va matricular al curs per correspondència de periodisme a la Universitat Popular (人民大学).
Els anys 1990-1992 va estudiar a la Facultat de Dret i Economia de la Universitat de Chiba al Japó.

#### Carrera literària
Ye Guangqin gairebé no és conegua fora de la Xina; pràcticament les seves obres no s'han traduït. No obstant això, gaudeix d'una gran popularitat a la Xina, pels seus orígens, les històries que explica i les nombroses adaptacions cinematogràfiques i televisives que se n'han fet.
Als 32 anys,quan feia d'infermera, va publicar la seva primera novel·la, "Un couple" 《夫妻之间》escrita durant el torn de nit.
Segons ha declarat en alguna entrevista la seva carrera literària la va poder desenvolupar gràcies a l'ajut inicial i les recomanacions de l'escriptor i editor Lu Yao: "en el procés de passar de fer d'infermera a escriptora professional hi va tenir molt a veure Lu Yao" més tard al tornar del Japó va rebre l'ajut de l'escriptor Jia Pingwa.
La seva obra més coneguda, es la novel·la 采桑子(Cai sangzi), formada per 10 narracions independents que expliquen les històries individuals de catorze membres d'una família noble manxú que van viure les convulsions polítiques i culturals del segle xx.
En general els seus escrits reflecteixen el seu vincle a la cultura local i a la cultura tradicional xinesa i a la manxú. El seu amor per la cultura local també passa per la defensa del medi ambient i els animals salvatges  Tanmateix, la cultura de Pequín continua sent la seva altra font d'inspiració, una cultura lligada als siheyuan, els antics hutongs i les famílies manxús que hi vivien; en una línia que s'ha comparat a l'obra de Lao She.

## Obres destacades
(Al no disposar de traduccions a l'anglès detallem les obres amb la traducció francesa segons)  
1970 Un couple 《夫妻之间》
1994 On a les mêmes racines 《本是同根生》
1997 Médecine traditionnelle 《黄连.厚朴》中篇小说集
1998 Gare à l’ours 《注意熊出没》
2000 Le pont Xie, un rêve sans doute 《梦也何曾到谢桥》
2001 Le bonheur de toute la famille 《全家福》
2004 Le tigre Da Fu 《老虎大福》
2005 Vive Poisson noir 《黑鱼万岁》
2005 Histoires du Japon 《日本故事》
2007 Xiaoyaojin 《逍遥津》
2008 Le village de Qingmu Chuan 《青木川》
2009 Cai Sangzi《采桑子》
2009 Chronique du lait de soja 《豆汁记》
2010 La vieille ville du district (edició il·lustrada)《老县城》 （全彩图文版）
2010 La solitude du Palais d’été – recull d'assaigs 《叶广芩散文选：颐和园的寂寞》
2010 L’hôte du bois, esprit de la montagne – recull de contes《叶广芩短篇小说选：山鬼木客》
2011 L’ennui malgré l’ivresse 《醉也无聊》
2012 L’entremetteuse du lauréat 《状元媒》
2016 La tombe du revenant 《鬼子坟》
2019  花猫三丫上房了
2019 去年天气旧亭台 北京十月文艺出版社

#### Adaptacions al cinema i televisió
- 1995: "Signal Left, Turn Right" (红灯停,绿灯行) dirigida per Huang Jianxin, adaptació del conte « Anècdotes d’una escola de conduir » 《学车轶事》.
- 1997: Our Tradition 《黄连.厚朴》de Ding Yinnan
- 2004: The Marriage Certificate《谁说我不在乎》dirigida per Huang Jianxin
- 2013: Bonheur familial《全家福》 : adaptada a la televisió, sèrie d'un total de 48 episodis.

#### Premis
La novel·la "Els somnis mai van arribar a Xieqiao" va guanyar el segon premi de literatura Lu Xun;
La llarga literatura documental "Luofu River Without Diary" va guanyar el National Ethnic Minority Literature Horse Award.
El desembre de 2017, l'obra "Bitter Rain Zhai" va guanyar el Premi Novella del 17è Premi de Literatura Cent Flors. [4]
El novembre de 2019, l'obra "Master Mouse Is Up Late" va guanyar el Premi Internacional de Literatura Infantil Chen Bochui 2019 al Llibre de l'Any (Text). [5]
L'agost de 2021, l'obra "Master Mouse Is Up Late" va guanyar el Premi de Novel·la de l'11è Premi Nacional de Literatura Infantil d'Excel·lent.